# Чилхауи (Вирџинија)
Чилхауи (енгл. Chilhowie) град је у америчкој савезној држави Вирџинија. По попису становништва из 2010. у њему је живело 1.781 становника.

## Демографија
Према попису становништва из 2010. у граду је живело 1.781 становника, што је 46 (2,5%) становника мање него 2000. године.
| Група             | 2000.         | 2010.         |
| Белци             | 1.714 (93,8%) | 1.612 (90,5%) |
| Афроамериканци    | 56 (3,1%)     | 31 (1,7%)     |
| Азијати           | 1 (0,1%)      | 6 (0,3%)      |
| Хиспаноамериканци | 39 (2,1%)     | 124 (7,0%)    |
| Укупно            | 1.827         | 1.781         |